# (263) Dresda
(263) Dresda és un asteroide pertanyent al cinturó d'asteroides descobert el 3 de novembre de 1886 per Johann Palisa des de l'observatori de Viena, Àustria.
Està nomenat per la ciutat alemanya de Dresden.
Forma part de la família asteroidal de Coronis.